# 张德常
张德常（1978年8月23日—），山东济宁人，中国男子赛艇运动员。他曾代表中国参加2008年和2020年夏季奥林匹克运动会赛艇比赛，其中2020年奥运会以舵手身份获得女子八人单桨有舵手铜牌。